# Агбе
Агбе (Agbê) е бог в дахомейската митология, глава на пантеона от морски божества. Според един вариант на космогоничния мит, Агбе и неговата сестра-близначка и съпруга Наете се появяват при третото раждане на самооплождащото се двуполово върховно божество Маву Лиза. При подялбата на управлението на частите на света, Маву Лиза отрежда на Агбе и Наете властта над морето и водите. Според митовете двамата имат шест деца, морски божества – бог на вълните, бог на прибоя и т.н. Тяхна любимка е най-малката им дъщеря Афрекете. Вярва се, че изгряващото и залязващото в морето слънце е очите на Агбе.
Според вариант на мита, Агбе е син на бога на гръмотевиците Хевиозо.
| Портал | Портал „Африка“ съдържа още много статии, свързани с Африка. Можете да се включите към Уикипроект „Африка“. |